# 삼성 헬스

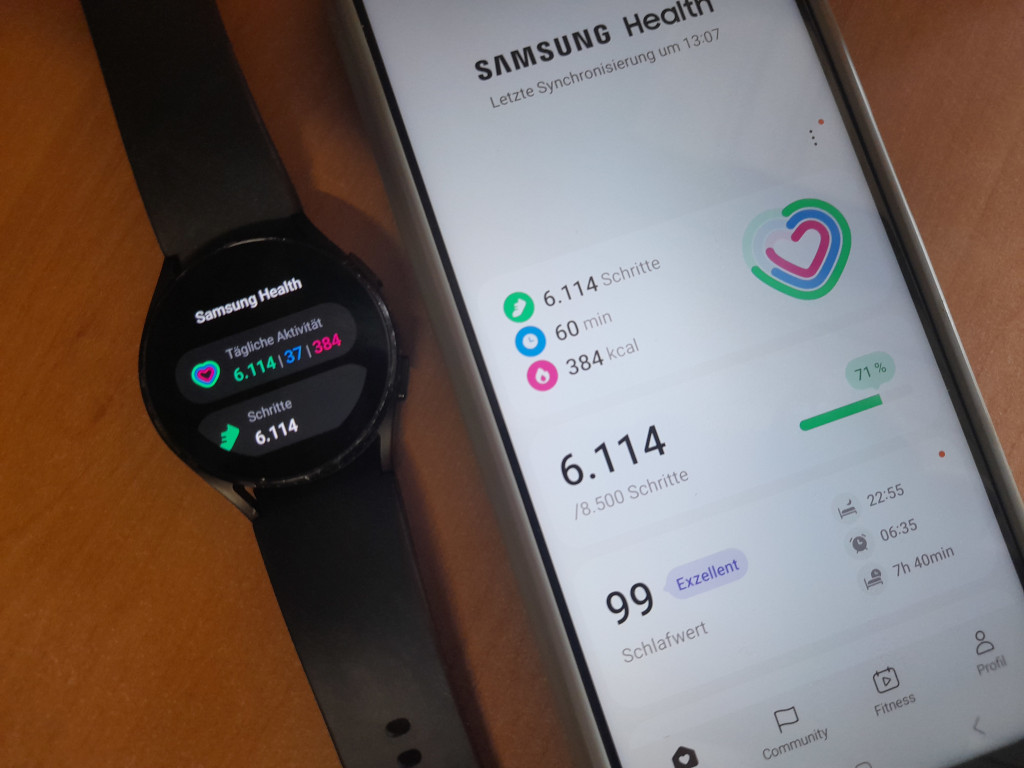
스마트 워치 및 스마트폰의 삼성 헬스

삼성 헬스(Samsung Health)는 삼성전자가 개발한 무료 애플리케이션으로, 신체 활동, 식단, 잠 등 건강에 기여하는 일상생활의 다양한 측면을 추적하는 데 사용된다.
2012년 7월 2일, 당시 새로운 삼성 플래그십 스마트폰인 갤럭시 S3와 함께 출시된 이 애플리케이션은 일부 브랜드 스마트폰에만 기본으로 설치되었다. 삼성 갤럭시 스토어 및 구글 플레이 스토어에서도 다운로드할 수 있다.

## 역사
2015년 9월 중순부터 이 애플리케이션은 모든 안드로이드 사용자가 이용할 수 있다. 2017년 10월 2일부터 iOS 9.0 이상의 아이폰에서도 이 앱을 사용할 수 있다.
이 애플리케이션은 일부 삼성 스마트폰 모델에 기본으로 설치되어 있으며, 루팅 없이는 제거할 수 없다. 이 애플리케이션을 비활성화하는 것은 가능하다.
이 앱은 2017년 4월 4일 버전 5.7.1을 출시하면서 S 헬스에서 삼성 헬스로 이름을 변경했다.

## 대시보드
대시보드는 애플리케이션의 주요 화면이다. 이는 2015년 4월 버전 4.1.0에서 애플리케이션이 재설계될 때 도입된 주요 기능이다. 이 표는 한 페이지에서 최근 저장된 데이터의 전반적인 개요를 보여준다. 또한 각 기능에 대한 직접적인 접근을 제공한다. 구성과 레이아웃은 사용자 정의할 수 있다.

## 기능
일부 기능은 전화 센서 또는 전화 액세서리 (핏빗, 갤럭시 액티브, 갤럭시 핏 등)를 통해 추적되며, 일부 기능은 사용자 입력 (음식/칼로리, 체중, 물 섭취량 등)을 통해 추적된다.

### 주요 기능
- 목표 설정 또는 앱이 제안하는 목표를 사용하여 결과 개선
- 보수계
- 주요 기능의 주간 요약
- 시장 및 스포츠 세션을 고려한 활동 추적
- 식이요법 모니터링 (흡수된 칼로리 및 영양소)
- 체중 추적
- 잠 모니터링

### 기타 기능
- 다른 그룹 (모든 사용자, 연령 그룹 또는 친구)의 걸음 수 평가
- 글로벌 챌린지
- 걸음 수에 대한 챌린지 생성
- 전용 하드웨어를 통한 심박수 측정
- 물 섭취량 모니터링
- 혈당 모니터링
- 전용 하드웨어를 통한 맥박산소측정을 통한 혈중 산소 포화도 (SpO2) 측정
- 스트레스 모니터링/측정

### 심박수 측정
심박수 측정 기능의 출시는 내장 센서가 있는 삼성 갤럭시 S5의 출시와 일치한다. 이 기능은 측정값을 즉시 그리고 휴식 상태에서만 측정하도록 제한된다. 동일한 센서로 맥박산소측정 및 스트레스 수준도 측정할 수 있다.
이 앱은 또한 삼성 갤럭시 워치의 값도 수집하여 표시한다.
이 애플리케이션은 다른 제조업체의 심박 센서도 지원한다. 스포츠 세션 동안 도달한 다양한 주파수와 평균 및 최대 심박수와 같은 다른 정보의 시간에 따른 그래프를 생성할 수 있다.
삼성 갤럭시 S5 / S5 Neo / S6 / S7 / S8 / S9 / S10 및 Edge 버전과 갤럭시 노트 4 / 5 / 7 / FE / 8에서 애플리케이션은 기기 뒷면에 있는 센서를 사용하여 심박수를 측정할 수 있다. 심박수 측정 기능은 삼성 노트 10 및 갤럭시 S10e에서는 지원되지 않는다.

### 보수계
걸음 수 계산은 2013년 4월 삼성 갤럭시 S4 출시와 함께 삼성 헬스에 통합된 기능이다.
기본 목표는 하루 10,000 걸음을 걷는 것이다. 이 숫자는 세계보건기구의 권고 사항이며, 프랑스 심장학회에 따르면 그렇다.
이 앱은 또한 이동 거리, 소모된 칼로리, 좋은 속도로 걸은 걸음 수와 같은 다른 데이터도 계산한다. 애플리케이션 정보에 따르면, 분당 최소 100걸음의 속도를 10분 동안 유지할 때 좋은 리듬을 얻을 수 있다.
시각적인 측면에서 다양한 그래픽으로 데이터를 사용할 수 있다.
- 24분 간격(하루 24분씩 60개 구간)으로 활동(걸음 수)을 보여주는 히스토그램이 있는 24시간 일일 그래프
- 일별, 주별, 월별 추세로 평균 일일 걸음 수를 보여준다.

사용자는 기록된 데이터의 소스를 선택할 수 있다. 스마트폰 데이터를 사용하거나 호환되는 삼성 액세서리에 의해 기록된 데이터를 사용할 수 있다.

### 일일 활동
이 기능은 분 단위로 표현된 일일 활동을 측정한다. 기본적으로 애플리케이션은 달리기 시간(분당 100걸음 이상)을 자동으로 계산한다. 목표는 기본적으로 하루 60분으로 설정되어 있다.
사용자는 활동 세션(달리기, 걷기, 하이킹, 자전거 타기)을 수동으로 기록할 수 있다. 거리, 지속 시간, 경로 레이아웃, 고도 프로필, 심박수, 소모된 칼로리와 같은 특정 매개변수는 선택한 활동에 따라 기록된다.
삼성 헬스 앱은 비슷한 생각을 가진 사람들 간의 사회적 유대감을 강화하고, 협력적인 공동체를 발전시키며, 전반적으로 피트니스 경험을 향상시킨다.

### 글로벌 챌린지
글로벌 챌린지는 2017년 5월 말 버전 5.9.0.029에 추가되었다. 글로벌 챌린지는 한 달 동안 진행되며 목표는 200,000걸음을 걷는 것이다. 사용자가 월말까지 목표를 달성하면 앱은 배지를 수여한다. 각 챌린지에는 다양한 정보를 "제공"하는 동물이 등장한다.
이 표는 모든 글로벌 챌린지를 나열한다.
| 월 및 연도  | 이름     | 동물            |
| 2017년 6월  | 브로콜리 | 여우            |
| 2017년 7월  | 토마토   | 미어캣          |
| 2017년 8월  | 아보카도 | 코알라          |
| 2017년 9월  | 해변     | 거북이          |
| 2017년 10월 | 녹차     | 판다            |
| 2017년 11월 | 달빛     | 올빼미          |
| 2017년 12월 | 눈       | 북극곰          |
| 2018년 1월  | 이글루   | 펭귄            |
| 2018년 2월  | 스파     | 원숭이/오랑우탄 |
| 2018년 3월  | 정글     | 앵무새          |
| 2018년 4월  | 사막     |                 |
| 2018년 5월  | 라벤더   | 사슴            |
| 2018년 6월  | 브로콜리 | 여우            |
| 2018년 7월  | 해변     | 거북이          |
| 2018년 8월  | 녹차     | 판다            |
| 2018년 9월  | 토마토   | 미어캣          |
| 2017년 10월 | 달빛     | 올빼미          |
| 2018년 11월 | 아보카도 | 코알라          |
| 2018년 12월 | 눈       | 북극곰          |

향후 몇 년 동안 글로벌 챌린지는 2018년과 동일한 순서로 진행된다.

## 같이 보기
- 애플 헬스
- 구글 핏